# نرگس معدنی‌پور
نرگس معدنی پور (زادهٔ ۲۳ مهر ۱۳۴۹ در تهران) عضو اصولگرای دوره ششم شورای اسلامی شهر تهران است.
وی در این دوره در لیست ایران سربلند حضور داشت و با اخذ ۲۷۶٬۱۲۶ رأی که معادل حدود ۱۷ درصد از آرای مأخوذه بود به‌عنوان نفر ۱۸ام وارد شورای شهر تهران گردید. وی رئیس کمیسیون فرهنگی و اجتماعی شورای اسلامی شهر تهران است. نرگس معدنی پور بیشتر با دستمزد نجومی دخترش، فاطمه منصورلی به‌عنوان مسئول دفترش شناخته شد و همچنین پسرش سربازی خود را در شهرداری تهران انجام می‌داد.

## سمت‌ها
- مدیرکل سابق امور بانوان شهرداری در دوران شهرداری محمدباقر قالیباف
- شهردار سابق منطقه ۱۳ در دوران شهرداری محمدباقر قالیباف[۸]
- مدیر فرهنگسرای فردوس (دختران)[۹]

## مواضع و عملکرد
- آذر۱۴۰۱: «بخشی از فساد موجود در شهرداری از منظر کارکنان و همکاران شهرداری مواردی شامل به‌کارگیری نیروی انسانی بدون وجود شایستگی‌های لازم، رعایت نشدن شرایط قانونی و معیارهای ارتقا افراد در سمت‌های اداری، تبعیض در دادن مزایا و پاداش‌های مادی یا امتیازات سازمانی، رعایت نشدن عدالت در تصمیم‌گیری در خصوص وضعیت اداری کارکنان، رسیدگی تبعیض‌آمیز به تخلفات اداری کارکنان و ندادن حقوق و مزایای قانونی در بعضی از موارد مثل حق بیمه است. آنچه مشهود و قابل تأمل است کاهش انگیزه یا بی‌انگیزگی کارکنان شهرداری است که ضرورت دارد با توجه به این مهم بازرسی شهرداری به عنوان یک دستگاه نظارتی توجه لازم را در حوزه پیشگیری از فساد قبل از وقوع و اتخاذ رویکرد ترمیمی به ساختارها بعد از کشف فساد و شناخت ابعاد آن و بهره‌گیری از ساز و کارهای کنترلی قهری برای برخورد قانونی و عادلانه با متخلف به انجام برساند.»[۱۰]
- آبان ۱۴۰۰: «در انتصابات صورت گرفته حضور بانوان شاغل در شهرداری مشاهده نمی‌شود در حالی که بر اساس ماده ۷۴ برنامه احکام برنامه پنج ساله سوم توسعه شهرداری تهران ذیل فصل ۳ برنامه، تحت عنوان پایداری فرهنگی اجتماعی مکلف شده در راستای افزایش میزان حضور و ارتقا جایگاه زنان در مدیریت شهری و افزایش سطح و کیفیت حضور اجتماعی و مشارکت فعال زنان در شهر از طریق تبعیض مثبت توانمندسازی و فراهم ساختن زمینه‌های ارتقا نقش زنان در مدیریت شهری با اختصاص ۳۰ درصد از پست‌های مدیریتی به زنان شاغل در شهرداری تهران تا پایان برنامه اقدام کند.»[۱۱]

## انتصاب‌های خانوادگی و اتهام‌های فساد

### پرونده موسوم به املاک نجومی
در جریان پرونده املاک نجومی شهرداری تهران در سال ۱۳۹۵ نام وی در لیست افراد متهم به دریافت ملک از شهرداری با تخفیف ۳۰ درصدی در منطقه سعادت آباد تهران دیده می‌شود.

### فیش حقوقی نجومی دخترش به عنوان رئیس دفتر
در دی ۱۴۰۱ فیش حقوق نجومی دختر دانشجوی ۲۰ ساله اش، فاطمه منصورلی که به عنوان رئیس دفتر وی منصوب گردیده بود سبب انتقاد در جامعه شد. در این فیش، حقوق ماهانه او بیش از ۳۳ میلیون تومان (در ۱۴۰۱دیماه) بود. در تصویر منتشر شده از این فیش مشخص است که علاوه بر حقوق ماهانه، شورای شهر تهران از محل بودجه عمومی، هزینه‌های شخصی مانند مکالمات تلفن همراه، رفت‌وآمد از منزل به محل کار و همچنین تنقلات فاطمه منصورلی در محل کار را پرداخت می‌کند. بیش از ۳ میلیون و دویست هزار تومان حق جذب و بیش از ۸ میلیون و ۶۰۰ هزار تومان اضافه کاری (حدود دوبرابر حقوق مصوب یک کارگر) اضافه کاری ماهانه در فیش مزبور دیده می‌شد.
پس از انتشار این خبر اعلام شد که دختر وی استعفا کرده است.
احمد وحیدی وزیر کشور دستور بررسی موضوع را داد. بر اسسا مصوبه «مدیریت تعارض منافع در شهرداری تهران» که در دوره ۵ شورا تصویب شد انتصاب بستگان ممنوع گردید. در دوره ششم شورای شهر با اصلاح این مصوبه؛ اعضای شورای شهر نیز مشمول آن شدند. اصلاح طلبان و اصولگرایان که دوره‌های ۵ و ۶ شورای شهر را در اختیار داشتند هر یک دیگری را به نقض مصوبه متهم می‌کنند.
محل خدمت دختر نرگس معدنی پور، صاحب این حقوق نجومی، دبیرخانه شورای شهر تهران ذکر شده است اما دبیرخانه در روزهای تعطیل هیچ فعالیتی ندارد و لذا برای آن نباید اضافه کاری و تعطیل کار لحاظ شود، اما میزان زیادی اضافه کاری در فیش حقوقی دریافت شده است. دارنده فیش مبلغ ۷ میلیون و ۵۰۰ هزار تومان از کارفرمای خویش یعنی مادرش پاداش دریافت کرده است. در فیش حقوقی علاوه بر پاداش، بهره‌وری و مزد گروه نیز لحاظ شده است.

### خدمت سربازی فرزند
به گزارش فرارو در پس انتشار فیش حقوقی ده‌ها میلیونی دختر دهه هشتادی معدنی پور و اخراج او حسین صارمی از فعالان مجازی جبهه انقلاب اسلامی از عودت پسر معدنی پور از محل رانتی خدمتش در شهرداری تهران به یگان خدمتی خبر داد.

### واکنشها

#### سخنگوی شهرای شهر تهران
علیرضا نادعلی، در گفت‌وگو با خبرنگاری افزود: پس از انتشار فیش حقوقی دختر یکی از اعضای شورای شهر وی از سمت ریاست دفتر مادر خود استعفا داد.

#### مهدی چمران
مهدی چمران رئیس شورای شهر تهران از در توجیه وارد شد که اعضای شورای شهر می‌توانند افراد امین و معتمد خود را در دفتر خود به کار گیرند و خانم معدنی‌پور هم ترجیح داده‌اند که دخترشان را به کار بگیرند. وی در مورد میزان بالای حقوق این دختر گفت: به دلیل اینکه رئیس دفتر یک سری وظایف خاص دارد جایگاه ش بالاتر از یک کارمند است. اما براساس تصمیمات گرفته شده فیش حقوقی این خانم ماه آینده اصلاح می‌شود و بر اساس جدولی که در شورا وجود دارد باید حقوق و مزایا دریافت کند. و آقای چمران روی حقوق ۱۵ تا ۱۶ میلیونی صحه گذاشته است.

#### نرگس معدنی پور
نرگس معدنی پور گفت: با وجود اینکه هیچ‌گونه اقدام غیرقانونی در زمینه انتصاب مسئول دفتر اینجانب صورت نگرفته و پرداختی‌ها در این جایگاه شغلی به صورت یکسان در شورای اسلامی شهر تهران صورت گرفته و تمام دفاتر اعضا دارای پست و پرداختی‌های مشابه هستند، اما خانم منصورلی با توجه به حواشی ایجاد شده از سمت خود استعفا و متن آن را تقدیم مدیرکل اداری و اجرائی شورای اسلامی شهر تهران کرده است.
وی در خصوص تعارض منافع نیز توضیح داد: در خصوص مصوبه تعارض منافع اگر منعی برای به‌کارگیری خانم منصورلی وجود داشت، حوزه مربوط که کاملاً در جریان نسبت ایشان با بنده بوده‌اند باید متذکر می‌شدند و اگر بنده را در جریان قرار می‌دادند حتماً نسبت به اجرای آن اقدام می‌کردم و فرد دیگری را در این جایگاه به کار می‌گرفتم.

#### علی خضریان
علی خضریان از نمایندگان مجلس یازدهم با انتشار توئیتی نسبت به ویژه خواری آقازاده یکی از اعضای شورای شهر تهران واکنش نشان داد. خضریان در توئیت خود به روند فاسد استخدام وابستگان اعضای شورای شهر در شهرداری تهران نیز اشاره کرد. وی نوشت در شورای شهر تهران هریک از نمایندگان دو نفر را یکی به‌عنوان رئیس دفتر و دیگری راننده از نزدیکان خود استخدام می‌کنند که روند غلطی است که ادامه دارد. باید شفاف اعلام شود ویژه خواری از چه دوره ای در شورای شهر شروع شده و چه تعدادی تاکنون از این طرق جذب شهرداری شده‌اند

#### وزیر کشور جمهوری اسلامی
احمد وحیدی در دستوری به معاون عمرانی وزارت کشور تأکید کرد مسایل مطرح شده دربارهٔ فیش حقوقی یکی از اعضای دفتر عضو شورای شهر تهران را به دقت و براساس مرّ قانون بررسی و نتیجه را در اسرع وقت گزارش کند.